# Vladimir Venguerov
Pour les articles homonymes, voir Venguerov.
Vladimir Yakovlevitch Venguerov (russe : Владимир Яковлевич Венге́ров), né le 11 janvier 1920 à Saratov et mort le 15 novembre 1997 à Saint-Pétersbourg, est un cinéaste soviétique puis russe, principalement connu pour ses adaptations réalisées d'après les œuvres des auteurs soviétiques,.

## Biographie
Venguerov fait ses études à l'Institut national de la cinématographie sous la direction de Sergueï Eisenstein et Grigori Kozintsev. Diplômé en 1943, il s'installe à Léningrad et devient réalisateur de Lenfilm. Le premier succès lui vient avec l'adaptation de la nouvelle Dirk d'Anatoli Rybakov en 1954, fruit de sa collaboration avec Mikhail Schweitzer. Deux capitaines sorti l'année suivante est vu par trente-deux millions de spectateurs, bien que la critique l'accueille sans grand enthousiasme. Enfin, Cité ouvrière gagne le premier prix du festival international du film à Kiev en 1966, il est considéré par les critiques comme son meilleur film,. En 1978, on lui attribue le titre d'artiste du Peuple de la RSFSR.
Mort d'une longue maladie en 1997, Vladimir Venguerov est enterré au cimetière de Komarovo de Saint-Pétersbourg.

## Filmographie
- 1953 : La Forêt (Лес)
- 1954 : La Dague (Кортик)  (avec Mikhail Schweitzer)
- 1955 : Deux capitaines (Два капитана)
- 1958 : La ville allume les lumières (Город зажигает огни)
- 1960 : Le Ciel de la Baltique (Балтийское небо)
- 1962 : Un trajet à vide (Порожний рейс)
- 1965 : Cité ouvrière
- 1968 : Le Cadavre vivant (Живой труп)
- 1972 : Karpoukhine (ru)
- 1976 : Les Strogov (ru) (Строговы)
- 1979 : Le Deuxième printemps (ru) (Вторая весна)
- 1983 : Précipice (Обрыв)